# Ichirou Mizuki
Ichirou Mizuki (水木一郎 Mizuki Ichirou), født Toshio Hayakawa (早川俊夫, Hayakawa Toshio) (7. januar 1948 i Tokyo, Japan, død 6. december 2022), var en japansk sanger, komponist, seiyuu og skuespiller, kendt for temasange til anime- og tokusatsu (en)-serier. Han var også kendt som Aniki, som betyder storebror på fransk.
I 1968 udgav Ichirou Mizuki sin debutsingle "Kimi ni sasageru Boku no Uta", skønt denne sang var skrevet til Kanae Wada. I 1971, udgav han sin først temasang "Genshi Shounen Ryuu ga Yuku" til Shotaro Ishinomori i anime tv-serien Genshi Shounen Ryuu.

## Diskografi

### Album
- 1989 – OTAKEBI Sanjou! Hoeru Otoko Ichiro Mizuki Best (OTAKEBI参上!吠える男 水木一郎ベスト)
- 1990 – Ichiro Mizuki OTAKEBI 2 (水木一郎 OTAKEBI2)
- 1990 – Ichiro Mizuki All Hits Vol.1 (水木一郎 大全集Vol.1)
- 1991 – Ichiro Mizuki All Hits Vol.2 (水木一郎 大全集Vol.2)
- 1991 – Ichiro Mizuki Ballade Collection ~SASAYAKI~ Vol.1 (水木一郎バラード・コレクション~SASAYAKI~Vol.1)
- 1991 – Ichiro Mizuki All Hits Vol.3 (水木一郎 大全集Vol.3)
- 1992 – Ichiro Mizuki All Hits Vol.4 (水木一郎 大全集Vol.4)
- 1992 – Ichiro Mizuki All Hits Vol.5 (水木一郎 大全集Vol.5)
- 1993 – Dear Friend
- 1994 – Ichiro Mizuki no Tanoshii Asobi Uta (水木一郎のたのしいあそびうた)
- 1995 – Ichiro Mizuki Best & Best (水木一郎 ベスト&ベスト)
- 1997 – ROBONATION Ichiro Mizuki Super Robot Complete (ROBONATION 水木一郎スーパーロボットコンプリート)
- 1998 – Neppuu Densetsu (熱風伝説)
- 1999 – Neppuu Gaiden -Romantic Master Pieces- (熱風外伝-Romantic Master Pieces-)
- 2001 – Aniki Jishin ~30th Anniversary BEST~ (アニキ自身~30th Anniversary BEST~)
- 2004 – Ichiro Mizuki Best of Aniking -Red Spirits- (水木一郎 ベスト・オブ・アニキング -赤の魂-)
- 2004 – Ichiro Mizuki Best of Aniking -Blue Spirits- (水木一郎 ベスト・オブ・アニキング -青の魂-)
- 2007 – Dear Friend 2007 ~Futari no Anison~ (Dear Friend 2007 ~ふたりのアニソン~)
- 2008 – Debut 40th Anniversary: Ichiro Mizuki Best (デビュー40周年記念 水木一郎 ベスト)

### Singler
- 1968 – Kimi ni sasageru Boku no Uta (君にささげる僕の歌)
- 1970 – Dare mo inai Umi (誰もいない海)
- 1990 – Natsukashi Kutte Hero ~I'll Never Forget You!~ (懐かしくってヒーロー~I'll Never Forget You!~)
- 1992 – Natsukashi Kutte Hero PartII ~We'll Be Together Forever!~ (懐かしくってヒーロー・PartII~We'll Be Together Forever!~)
- 1994 – SEISHUN FOR YOU ~Seishun no Uta~ (SEISHUN FOR YOU~青春の詩~)
- 1997 – 221B Senki Single Version (221B戦記 シングルバージョン)
- 1999 – Golden Rule ~Kimi wa mada Maketenai!~ (Golden Rule~君はまだ負けてない!~) / Miage te goran Yoru no Hoshi wo (見上げてごらん夜の星を)
- 2006 – Goushaku! Choujin Neiger ~Kendaga omedaji~ (豪石!超神ネイガー~見だがおめだぢ~) / Tooi Kaze no Naka de (遠い風の中で)

## Temasange

### Anime
- Genshi Shounen Ryuu ga Yuku (原始少年リュウが行く) (Geshi Shounen Ryuu introsang)
- Mazinger Z (マジンガーZ) (Mazinger Z introsang)
- Bokura no Mazinger Z (ぼくらのマジンガーZ) (Mazinger Z outrosang)
- Babel Nisei (バビル2世) (Babel II introsang)
- Seigi no Chou Nouryoku Shounen (正義の超能力少年) (Babel II outrosang)
- Ore wa Great Mazinger (おれはグレートマジンガー) (Great Mazinger introsang)
- Yuusha wa Mazinger (勇者はマジンガー) (Great Mazinger outrosang)
- Tekkaman no Uta (テッカマンの歌) (Tekkaman: The Space Knight introsang)
- Space Knights no Uta (スペースナイツの歌) (Tekkaman: The Space Knight outrosang)
- Koutetsu Jeeg no Uta (鋼鉄ジーグのうた) (Steel Jeeg introsang)
- Hiroshi no Theme (ひろしのテーマ) (Steel Jeeg outrosang)
- Combattler V no Theme (コン・バトラーVのテーマ) (Combattler V introsang)
- Yuke! Combattler V (行け!コン・バトラーV) (Combattler V outrosang)
- Tatakae! Gakeen (たたかえ!ガ・キーン) (Magne Robo Gakeen introsang, med Mitsuko Horie)
- Takeru to Mai no Uta (猛と舞のうた) (Magne Robo Gakeen outrosang, med Mitsuko Horie)
- Try Attack! Mechander Robo (トライアタック!メカンダーロボ) (Mechander Robo introsang)
- Sasurai no Hoshi Jimmy Orion (さすらいの星 ジミーオリオン) (Mechander Robo outrosang)
- Hyouga Senshi Guyslugger (氷河戦士ガイスラッガー) (Hyouga Senshi Guyslugger introsang)
- Chichi wo Motomete (父をもとめて) (Voltes V outrosang)
- Choujin Sentai Baratack (超人戦隊バラタック) (Baratack introsang)
- Grand Prix no Taka (グランプリの鷹) (Arrow Emblem Grand Prix no Taka introsang)
- Laser Blues (レーサーブルース) (Arrow Emblem Grand Prix no Taka outrosang)
- Captain Harlock (キャプテンハーロック) (Captain Harlock introsang)
- Warera no Tabidachi (われらの旅立ち) (Captain Harlock outrosang)
- Lupin Sansei Ai no Theme (ルパン三世愛のテーマ) (Lupin III outrosang)
- Tatakae! Golion (斗え!ゴライオン) (Golion introsang)
- Gonin de Hitotsu (五人でひとつ) (Golion outrosang)
- Game Center Arashi (ゲームセンターあらし) (Game Center Arashi introsang)
- Mawari Himawari Hero Hero-kun (まわりひまわりへろへろくん) (Hero Hero-kun introsang)
- SOULTAKER (The SoulTaker introsang, med JAM Project)
- Sangou no Hitsugi (塹壕の棺) (Godannar outro- og introsang (afsnit 13), med Mitsuko Horie)
- ENGAGE!!! Godannar (ENGAGE!!!ゴーダンナー) (Godannar andet sæson introsang, med Mitsuko Horie)
- STORMBRINGER (Koutetsushin Jeeg introsang, som part fra JAM Project)

### Computerspil
- Double Impact (ダブル・インパクト) (Ganbare Goemon ~Neo Momoyama Bakufu no Odori~ temasang)
- Ara buru Damashii (荒ぶる魂+α) (Super Robot Wars Alpha imagesang)
- STEEL SOUL FOR YOU (Super Robot Wars Alpha imagesang, med Hironobu Kageyama)
- Tomo yo ~Super Robot Wars Alpha~ (戦友よ。~SUPER ROBOT WARS α~) (Super Robot Wars Alpha imagesang)
- Wa ni Teki Nashi (我ニ敵ナシ) (Super Robot Wars Alpha imagesang)
- Denkou Sekka Volder (電光石火ヴォルダー) (Tatsunoko Fight temasang)
- Gattai! Donranger Robo (合体!ドンレンジャーロボ) (Taiko no Tatsujin: Tobikkiri! Anime Special insertsang)
- Kitto Motto Zutto (きっと もっと ずっと) (Taiko no Tatsujin: Tobikkiri! Anime Special insertsang, med Mitsuko Horie og Hironobu Kageyama)
- Hibike! Taiko no Tatsujin (響け!太鼓の達人) (Taiko no Tatsujin: Tobikkiri! Anime Special insertsang, med Mitsuko Horie og Hironobu Kageyama)

### Tokusatsu
- Bokura no Barom One (ぼくらのバロム1) (Choujin Barom One introsang)
- Yuujou no Barom Cross (友情のバロム・クロス) (Choujin Barom One outrosang)
- Arashi yo Sakebe (嵐よ叫べ) (Henshin Ninja Arashi introsang)
- Warera wa Ninja (われらは忍者) (Henshin Ninja Arashi outrosang)
- Hakaider no Uta (ハカイダーの歌) (Android Kikaider insertsang)
- Saburou no Theme (三郎のテーマ) (Android Kikaider insertsang)
- Shounen Kamen Rider Tai no Uta (少年仮面ライダー隊の歌) (Kamen Rider V3 første outrosang)
- Robot Keiji (ロボット刑事) (Robot Keiji introsang)
- Susume Robot Keiji (進めロボット刑事) (Robot Keiji outrosang)
- Shiro Shishi Kamen no Uta (白獅子仮面の歌) (Shiro Shishi Kamen introsang)
- Chest! Chest! Inazuman (チェスト!チェスト!イナズマン) (Inazuman outrosang)
- Setup! Kamen Rider X (セタップ!仮面ライダーX) (Kamen Rider X introsang)
- Ore wa X Kaizorg (おれはXカイゾーグ) (Kamen Rider X outrosang)
- Inazuman Action (イナズマン・アクション) (Inazuman F outrosang)
- Ganbare Robocon (がんばれロボコン) (Ganbare!! Robocon første introsang)
- Oira Robocon Robot dai! (おいらロボコンロボットだい!) (Ganbare!! Robocon andet introsang)
- Oira Robocon Sekai Ichi (おいらロボコン世界一) (Ganbare!! Robocon første outrosang)
- Robocon Ondou (ロボコン音頭) (Ganbare!! Robocon andet outrosang)
- Hashire!! Robcon Undoukai (走れ!!ロボコン運動会) (Ganbare!! Robocon tredje outrosang)
- Robocon Gattsuracon (ロボコン ガッツラコン) (Ganbare!! Robocon fjerde outrosang)
- Bouken Rockbat (冒険ロックバット) (Bouken Rockbat introsang)
- Tetsu no Prince Blazer (鉄のプリンス・ブレイザー) (Bouken Rockbat outrosang)
- Kamen Rider Stronger no Uta (仮面ライダーストロンガーのうた) (Kamen Rider Stronger introsang)
- Kyou mo Tatakau Stronger (きょうもたたかうストロンガー) (Kamen Rider Stronger andet outrosang, med Mitsuko Horie)
- Stronger Action (ストロンガーアクション) (Kamen Rider Stronger tredje outrosang, med Mitsuko Horie)
- Yukuzo! BD7 (行くぞ!BD7) (Shounen Tantei Dan introsang)
- Shounen Tantei Dan no Uta (少年探偵団のうた) (Shounen Tantei Dan outrosang)
- Shouri da! Akumaizer 3 (勝利だ!アクマイザー3) (Akumaizer 3 introsang)
- Susume Zaiderbeck (すすめザイダベック) (Akumaizer 3 outrosang)
- Kagayaku Taiyou Kagestar (輝く太陽カゲスター) (The Kagestar introsang)
- Star! Star! Kagestar (スター!スター!カゲスター) (The Kagestar outrosang)
- Tatakae! Ninja Captor (斗え!忍者キャプター) (Ninja Captor introsang, med Mitsuko Horie)
- Oozora no Captor (大空のキャプター) (Ninja Captor outrosang, med Mitsuko Horie)
- Jigoku no Zubat (地獄のズバット) (Kaiketsu Zubat introsang)
- Otoko wa Hitori Michi wo Yuku (男はひとり道をゆく) (Kaiketsu Zubat outrosang)
- Oh!! Daitetsujin One Seven (オー!!大鉄人ワンセブン) (Daitetsujin 17 introsang)
- One Seven Sanka (ワンセブン讃歌) (Daitetsujin 17 outrosang)
- Kyouryuu Sentai Koseidon (恐竜戦隊コセイドン) (Kyouryuu Sentai Koseidon introsang)
- Koseidon March (コセイドンマーチ) (Kyouryuu Sentai Koseidon outrosang)
- Battle Fever Sanka (バトルフィーバー讃歌) (Battle Fever J insertsang)
- Battle Fever Dai Shutsugeki (バトルフィーバー大出撃) (Battle Fever J insertsang)
- Yuke! Yuke! Megaloman (行け!行け!メガロマン) (Megaloman introsang)
- Waga Kokoro no Rozetta Hoshi (我が心のロゼッタ星) (Megaloman outrosang)
- Moero! Kamen Rider (燃えろ!仮面ライダー) (Kamen Rider (Skyrider) første introsang)
- Otoko no Na wa Kamen Rider (男の名は仮面ライダー) (Kamen Rider (Skyrider) andet introsang)
- Haruka naru Ai ni Kakete (はるかなる愛にかけて) (Kamen Rider (Skyrider) første outrosang)
- Kagayake! 8-Nin Rider (輝け!8人ライダー) (Kamen Rider (Skyrider) andet outrosang)
- Junior Rider Tai no Uta (ジュニアライダー隊の歌) (Kamen Rider Super 1 andet outrosang)
- Ashita ga Arusa (あしたがあるさ) (Taiyou Sentai Sun Vulcan insertsang)
- Umi ga Yondeiru (海が呼んでいる) (Taiyou Sentai Sun Vulcan insertsang)
- Kagayake! Sun Vulcan (輝け!サンバルカン) (Taiyou Sentai Sun Vulcan insertsang)
- Kimi wa Panther (君はパンサー) (Taiyou Sentai Sun Vulcan insertsang)
- Taiyou March (太陽マーチ) (Taiyou Sentai Sun Vulcan insertsang)
- Andro Melos (アンドロメロス) (Andro Melos introsang)
- Kaette Koiyo Andro Melos (帰ってこいよアンドロメロス) (Andro Melos outrosang)
- Jikuu Senshi Spielvan (時空戦士スピルバン) (Jikuu Senshi Spielvan introsang)
- Kimi on Nakama da Spielvan (君の仲間だスピルバン) (Jikuu Senshi Spielvan første outrosang)
- Kesshou da! Spielvan (結晶だ!スピルバン) (Jikuu Senshi Spielvan andet outrosang)
- Time Limit (タイムリミット) (Choujinki Metalder outrosang)
- Eien no Tameni Kimi no Tameni (永遠のために君のために) (Kamen Rider BLACK RX insertsang)
- Just Gigastreamer (ジャスト・ギガストリーマー) (Tokkei Winspector insertsang)
- Yuusha Winspector (勇者ウインスペクター) (Tokkei Winspector insertsang)
- Yume mo Hitotsu no Nakama-Tachi (夢もひとつの仲間たち) (Tokkei Winspector insertsang)
- Hoero! Voicelugger (ほえろ!ボイスラッガー) (Voicelugger introsang)
- Samba de Gaoren (サンバ de ガオレン) (Hyakujuu Sentai Gaoranger insertsang)
- Hyakujuu Gattai! Gaoking (百獣合体!ガオキング) (Hyakujuu Sentai Gaoranger insertsang)
- Tao (道) (Juuken Sentai Gekiranger outrosang)

## Film
Anime
- 1979:Koraru no Tanken som Rat Hector
- 1979:Space Carrier Blue Noah som Gruppenkommandeur
- 1987:Dangaioh (OVA) som Yoldo
- 2007:Happy Lucky Bikkuriman som La☆Keen

Tokusatsu
- 1986:Jikuu Senshi Spielvan som Dr. Ben
- 1999:Voicelugger som Voicelugger Gold
- 2007:Chou Ninja Tai Inazuma!! SPARK som Shouryuusai Mizuki